# Morašice, Znojmo
Morašice là một làng thuộc huyện Znojmo, vùng Jihomoravský, Cộng hòa Séc.